# Temple de Nèmesis
El Temple de Nèmesis o Nemeseion (grec antic: Νεμεσεῑον) és un antic temple grec dedicat a Nèmesis a la ciutat de Ramnunt, a Grècia. Estava associat a una zona del santuari, que també contenia un temple dedicat a Temis.

## Història
El Temple de Nèmesis de Ramnunt ha sigut en èpoques distintes l'emplaçament de tres temples diferents de Nèmesis i del Temple de Temis. El primer Temple de Nèmesis es construí a la primeria del 500 abans de la nostra era, en l'època arcaica grega. Fou substituït per un altre temple a la fi del 500 ae. Aquest temple fou destruït cap als 480-479 ae, segurament durant les guerres mèdiques. De seguida s'hi va construir un petit temple, conegut com el Temple de Temis. També es creu que servia com a temple temporal a Némesis abans de la construcció d'un nou i més gran temple per a ella, el tercer de la història.

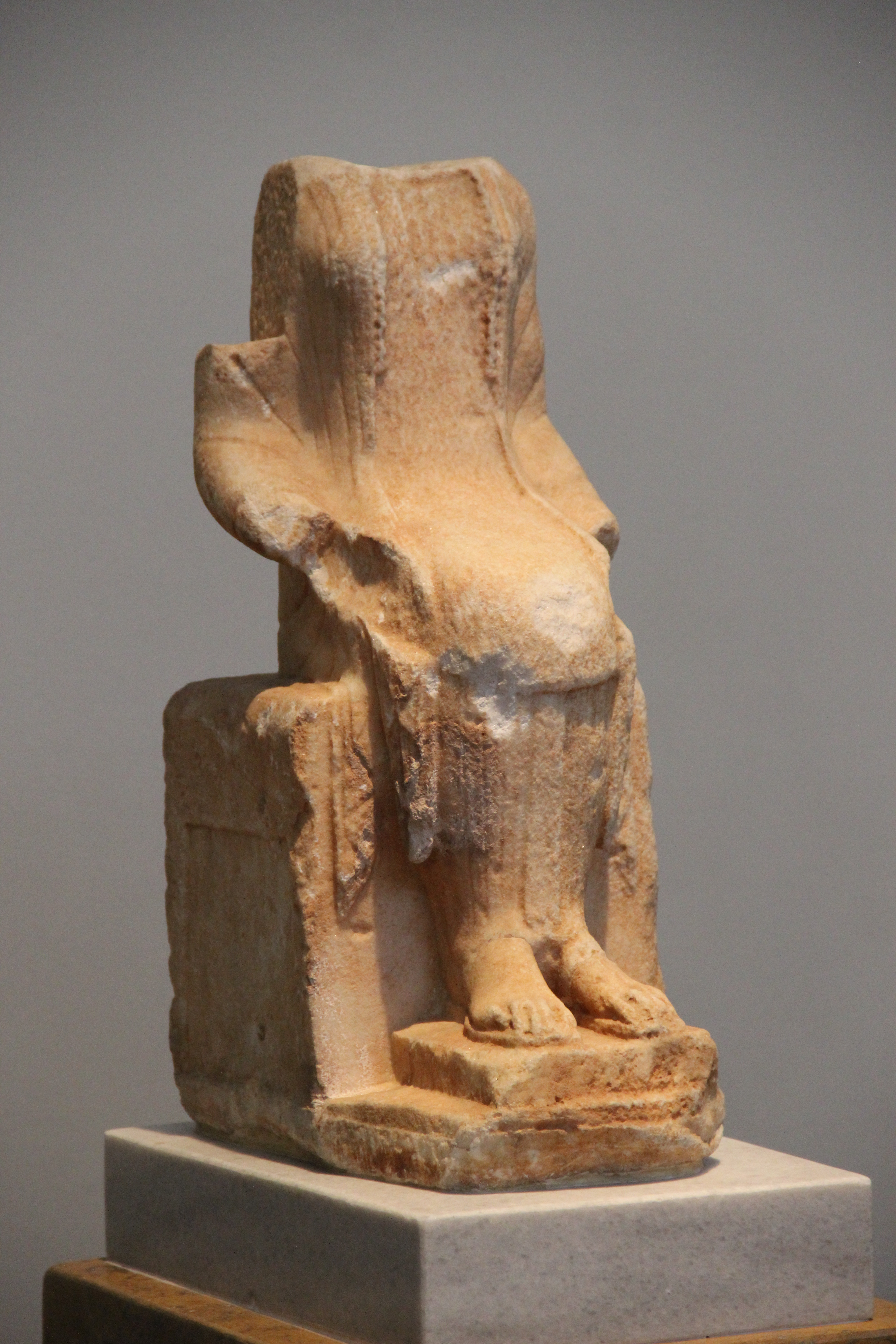
Una dea asseguda, possiblement Nèmesis, del temple, c. 520 ae. Museu Arqueològic Nacional d'Atenes

La construcció del tercer temple, les ruïnes del qual es troben ara en l'emplaçament, començà a l'entorn del 460-450 ae, i es va acabar al voltant dels 430-420 ae. Hi ha indicis, però, que el temple mai no fou conclòs del tot. Es creu que la construcció se n'interrompé a causa de la Guerra del Peloponnés. No obstant això, el temple estava llest per al seu ús.
El Temple de Nèmesis és molt semblant al Temple d'Ares i al Temple d'Hefest d''Atenes, així com al Temple de Posidó de Súnion, per la qual cosa s'ha suggerit que els quatre, els dissenyà el mateix arquitecte. No se'n coneix el nom, però en les recerques se li sol dir "arquitecte del Teseion", per l'antic però incorrecte nom del Temple d'Hefest. El Temple de Nèmesis és el més recent d'aquests quatre temples.
Nèmesis era la guardiana dels actes humans i la dea de la revenja, sobretot en el cas de la hibris. El santuari de Ramnunt era el principal lloc de culte de la dea, per la qual cosa a vegades se la coneixia amb l'epítet Ramnuntia. La Nèmesis Ramnuntia tenia característiques ctòniques. El culte a Nèmesis està estretament relacionat amb la derrota aquemènida en la batalla de Marató en el 490 abans de la nostra era, tot i que n'és anterior. Abans de la batalla, els aquemènides van passar navegant per Ramnunt. Pausànias relata que estaven tan segurs de la seua victòria que havien reservat un tros de marbre de Paros per a un monument a la victòria. Nèmesis, però, va ajudar els grecs i, després de la derrota dels aquemènides, el marbre que van deixar enrere esdevingué una imatge de culte de la dea per al temple de Ramnunt. Pot ser que la història siga una llegenda posterior, però almenys descriu el paper de Nèmesis com a venjadora de la hibris aquemènida. El temple es va construir per a aquesta imatge de culte després de la guerra.
A més de Nèmesis, al santuari es retia culte a Temis, que simbolitzava la justícia, l'equitat i la llei, i també se l'associava amb la condició ctònica com a filla de Gea. El santuari es va restaurar en època de dominació romana, i el Temple de Nèmesis es dedicà a Lívia Drusil·la, esposa d'August.
Les ruïnes del santuari, les explorà per primera vegada la Society of Dilettanti el 1813. Les excavacions, les continuaren el 1890-1893.

## Edificis i troballes
El Santuari de Nèmesis era en un vessant sobre la ciutat de Ramnunt, a uns 500 metres al sud de la ciutat. Ara és el primer emplaçament que es troba enfront del jaciment arqueològic de Ramnunt. Una sendera descendeix des de la zona del santuari fins a la ciutat.
A causa de la història del santuari, ací es descriuen els seus edificis posteriors, les ruïnes dels quals encara es poden veure al jaciment, és a dir, els temples de Nèmesis i Temis de l'època clàssica. Els edificis es construïren amb marbre local extret de prop de l'actual Agia Marina.

### Temple de Nèmesis

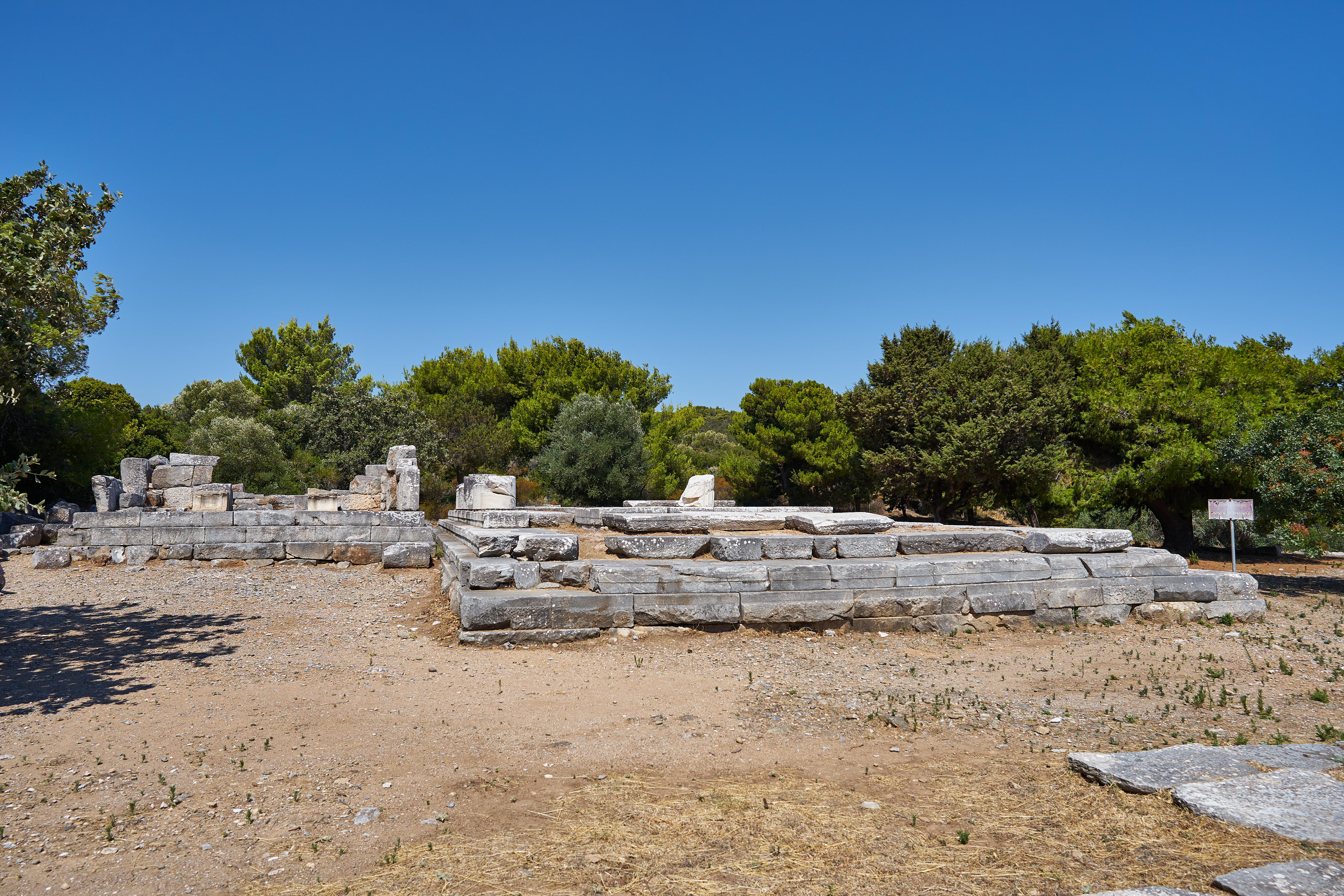
Restes del Santuari de Nèmesis, a l'esquerra les ruïnes del petit Temple de Temis, a la dreta les ruïnes del Temple de Nèmesis

Era un temple perípter d'estil dòric. El seu estilòbat fa uns 21,4 m × 10,1 m. La perístasi del temple tenia sis columnes als costats curts (hexàstil) i 12 columnes als costats llargs. L'espai entre les columnes era excepcionalment petit. A l'interior hi havia el pronaos, el naos i l'opistòdom. Tant el pronaos com l'opistòdom tenien dues columnes (dístilo in antis) al davant.
Les restes del temple estan relativament ben conservades, tot i estar en ruïnes. El crepidoma i estilòbat estan en bon estat, i se'n conserva si fa no fa el 85% del peristil. En el segle xix, el temple es trobava en molt millor estat. El caràcter incomplet de l'edifici es palesa, entre altres coses, pel fet que les estries de les columnes no s'han conclòs.

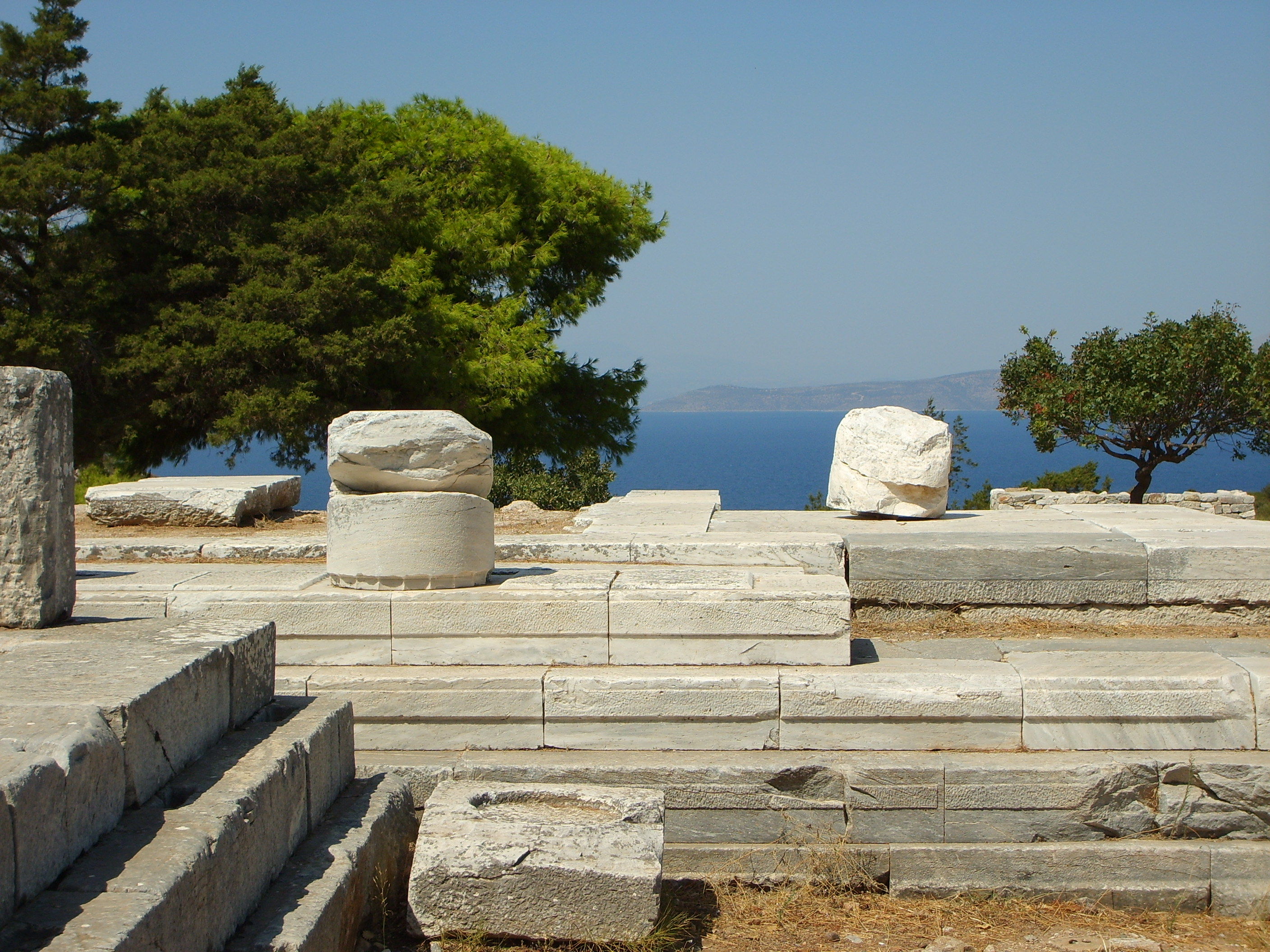
Les ruïnes del Temple de Nèmesis, amb el crepidoma del temple de Temis en primer pla a l'esquerra

La imatge de culte de Nèmesis del temple la va elaborar l'escultor Agoràcrit de Paros. Se n'han trobat parts, i la recerca mostra que la va fer d'una sola peça de marbre de Paros, la qual cosa encaixaria amb la llegenda del seu origen. Segons Plini el Vell, l'escultura era la preferida de Marc Terenci Varró entre totes les escultures.
Al costat oriental del temple hi havia l'altar, d'aproximadament 3,3 m × 7,8 m.

### Temple de Temis
El temple dedicat a Temis era a la vora del Temple de Nèmesis, a la banda sud, a l'esquerra de l'entrada. Sembla que al principi estava dedicat no sols a Temis de manera temporal, sinó també a Nèmesis abans de la construcció d'aquest nou temple, perquè contenia dos trons dedicats a la dea. Més tard, cap a l'any 100 ae, l'edifici sembla haver-se transformat sobretot  en el tresor (tesaurus) del Temple de Nèmesis. En aquesta època, la importància de Temis en el santuari probablement va disminuir, o el seu culte es traslladà al Temple de Nèmesis.
Es tractava d'un petit temple àstil amb un naos i un pronaos, això és, no tenia columnes entre les antae del pronaos; tot i que a vegades se n'han reconstruït dues columnes (dístil in antae). Els fonaments del temple feien uns 10 m × 6 m.

### Altres edificis
Al costat nord del Temple de Nèmesis hi havia un edifici de pedra, i a la banda nord del santuari una sala amb columnes. La zona del santuari estava sostinguda per murs de contenció als costats nord i est.